# Linaje fantasma
Un linaje fantasma en filogenética se define como el lapso de tiempo en el que un organismo supuestamente existió pero de dicha época no se han encontrado fósiles.

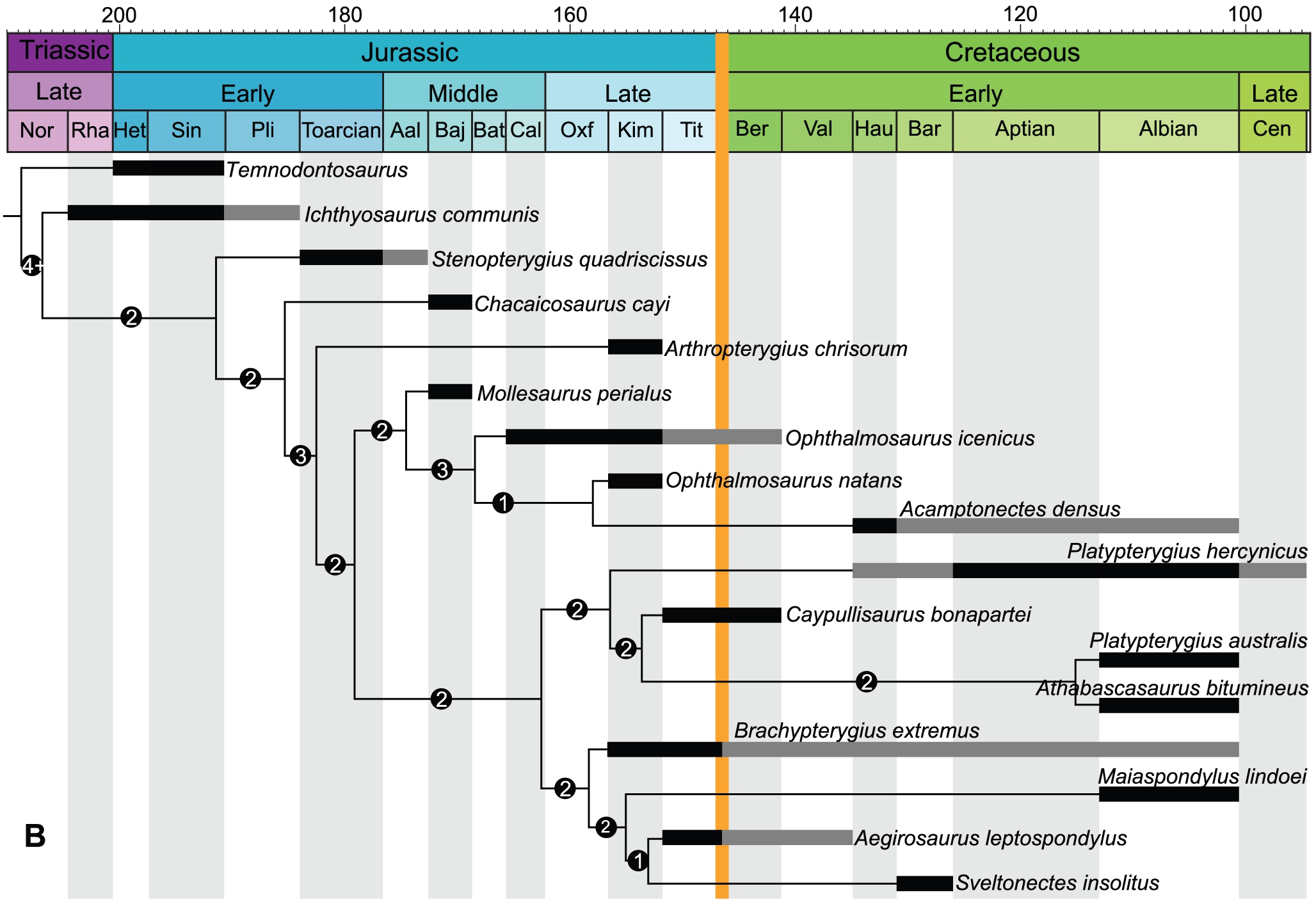
Filogenia de los ictiosaurios. Mientras las líneas horizontales gruesas indican la existencia de un registro fósil para el respectivo tiempo y taxón, las líneas delgadas representan linajes fantasmas.

El nudo del problema del linaje fantasma (de la expresión ghost lineage en inglés) es cuando hay disparidad entre donde se han encontrado organismos en el registro fósil y cuando se espera encontrarlos. Norell (1992) definió el concepto como aquellos segmentos de historia evolutiva que solo pueden ser descubiertos a través de análisis filogenéticos calibrados paleontológicamente. Smith (1994) relaciona a los linajes fantasmas con las "extensiones de rango", es decir, las extensiones temporales que hay que añadir a los rangos estratigráficos de un taxón para poder hacer un árbol filogenético que encaje con las relaciones temporales deducidas filogenéticamente. Los linajes fantasma son un primer paso metodológico en la comprensión de patrones evolutivos de linajes con escaso registro fósil, si bien su estudio nunca reemplaza la necesidad de ahondar en los registros fósiles.
Por ejemplo, en el caso del Archaeopteryx, entre los argumentos contrarios sobre el hecho de que las aves sean un tipo de dinosaurio, estaría que la evidencia fósil de los dinosaurios que son más parecidos a las aves modernas aparecen generalmente como fósiles en el período Cretácico, después de la primera ave conocida, Archaeopteryx que data de finales del Jurásico. Este no resulta un argumento válido en contra de la hipótesis del origen dinosauriano de las aves debido al sesgo en los registros fósiles. Por ejemplo, un animal puede haber evolucionado primero en un bosque donde la fosilización es altamente improbable y luego pueden pasar millones de años antes de que un individuo muera en una zona adecuada donde quede preservado como fósil.
En este caso y otros el linaje fantasma se mantendrá hasta encontrar los registros fósiles que carecen de la cadena evolutiva, o será un linaje fantasma permanente, en caso de no encontrarse nunca estos fósiles que faltan.